# Jaime Sánchez Muñoz
Jaime Sánchez Muñoz (nascut l'11 de març de 1995) és un futbolista andalús que juga com a defensa central.

## Carrera de club
Nascut a Chiclana de la Frontera, Cadis, Andalusia, Sánchez es va incorporar a La Fábrica del Reial Madrid l'agost de 2012, procedent del Cadis CF, per una quota de 250.000 €. Va fer el seu debut com a sènior amb l'equip C de l'anterior a l'edat de 17 anys el 24 de març de 2013, començant com a titular en una derrota a Segona Divisió B a casa per 1-2 contra l'Sporting de Gijón B.
Sánchez va ascendir al filial per a la temporada 2014-15, i va acabar la temporada com a titular però posteriorment va patir una lesió que el va mantenir fora durant tota la campanya 2015-16. El 28 de juliol de 2016, va ser cedit al CE Sabadell FC de tercera divisió, però no va jugar després de tornar a lluitar amb les lesions.
Sánchez només va tornar a l'acció el 24 de setembre de 2017, en una derrota per 1-2 contra el CDA Navalcarnero, 861 dies després del seu darrer partit oficial. Va passar la primera meitat de la temporada 2018-19 sense jugar i, posteriorment, es va traslladar a l'equip B del Reial Valladolid el 31 de gener de 2019.
El 18 de juny de 2019, Sánchez va renovar el seu contracte amb els val·lisoletans fins al 2021. El 14 d'agost de l'any següent va tornar al Sabadell, amb el seu equip ara a Segona Divisió.
Sánchez va fer el seu debut com a professional el 19 de setembre de 2020, començant com a titular en una derrota per 1-2 fora de casa contra el Rayo Vallecano.
El 19 de juliol de 2021, Sánchez va signar un contracte d'un any amb el Deportivo La Corunya.